# عدم تقارن اطلاعاتی
در علم اقتصاد و نظریه قرارداد، عدم تقارن اطلاعات یا نامتقارنی اطلاعاتی (به انگلیسی: Information Asymmetry) به بررسی معاملاتی که در آن یک طرف معامله اطلاعات بیشتر یا بهتری از طرف دیگر دارد می‌پردازد. این پدیده باعث ایجاد یک نوع عدم توازن قدرت در معاملات می‌شود که گاهی می‌تواند باعث خراب شدن معاملات، یا در بدترین حالت به شکست بازار بینجامد. از نمونه‌هایی این مشکل می‌توان به کژگزینی (انتخاب جانبی) و کژمنشی و انحصار اطلاعات اشاره کرد.
اغلب، اطلاعات نامتقارن در زمینه مشکلات مالک-کارگزار مورد مطالعه قرار می‌گیرد. اطلاعات نامتقارن در تقابل با اطلاعات کامل (به انگلیسی: Perfect Information) است، که یک فرض کلیدی در اقتصاد نئوکلاسیک است. در سال ۱۹۹۶ فرهنگستان پادشاهی علوم سوئد جایزه نوبل اقتصاد را به جیمز میرلس و ویلیام ویکری برای کار روی «نظریه اقتصادی مشوق‌ها تحت عدم تقارن اطلاعاتی» اهدا کرد. در سال ۲۰۰۱ نیز همین جایزه به جرج اکرلوف و مایکل اسپنس و جوزف استیگلیتز برای «تجزیه و تحلیل بازار با اطلاعات نامتقارن» اهدا شد.

## بازار ماشین دست دوم
بازار ماشین‌های دسته دوم یکی از مثال‌های اولیه و اصلی برای بیان اثر اطلاعات نامتقارن در معاملات روزمره است. جرج اکرلوف این مثال را با عنوان «بازار لیموها» (به انگلیسی: The Market for Lemons) در سال ۱۹۷۰ در مقاله مشهور خود ارائه کرد. (در اینجا لیمو اشاره به ماشین‌های دست دوم بد کیفیت و در مقابل هلو اشاره به ماشین‌ها دست دوم با کیفیت دارد). هنگام معامله در این بازار، فروشنده اطلاعاتی از ماشین دارد که خریدار به آن اطلاعات دسترسی ندارد. برای مثال فروشنده از این امر آگاه است که ماشین لیمو است یا هلو؛ بنابراین فروشنده در بازار نسبت به خریداران مزیت نسبی دارد. اگر خریداران به این اطلاعات دسترسی داشته باشند، قیمت پایینتری را به صاحبان ماشین‌های با کیفیت پایین (لیموها) پیشنهاد می‌دهند. به همین دلیل فروشندگان تمایلی به آشکار ساختن این اطلاعات ندارند. در نتیجه بازار با اطلاعات نامتقارن رخ می‌دهد و در پی آن خریدار با کژگزینی روبه‌رو می‌شود.
.
برای مثال فرض کنید، هلوها برای خریدار ۱۰۰۰ دلار ارزش داشته باشد و برای فروشنده کمی کمتر. همچنین ماشین‌های خراب، لیموها، برای خریدار ۵۰۰ دلار ارزش داشته باشند (و به همین صورت برای فروشنده کمی کمتر). اگر خریدار می‌توانست تفاوت بین لیمو و هلو را تشخیص دهد، بازار خرید و فروش هر دو رونق می‌گرفت. اما در واقعیت خریدار به سختی می‌تواند این تفاوت را تشخیص دهد: خرابی موتوری که قید نشده، کیلومترشماری که دستکاری شده، ماشین تصادفی‌ای که صافکاری شده.
برای اینکه ریسک لیمو بودن ماشین جبران شود، خریدار قیمت پیشنهادی خود را کاهش می‌دهد، مثلاً ۷۵۰ دلار برای ماشینی که احتمال لیمو یا هلو بودن آن یکسان است. اما فروشنده‌هایی که اطمینان دارند که هلو دارند چنین پیشنهادی را رد می‌کنند. در نتیجه، خریدار با کژگزینی مواجه می‌شود: تنها فروشندگانی حاضر به معامله با ۷۵۰ دلار می‌شوند که در حال فروش لیمو هستند.
خریداران باهوش این مشکل را پیش‌بینی می‌کنند و از آنجایی که می‌دانند فقط لیمو نصیبشان خواهد شد، فقط ۵۰۰ دلار پیشنهاد می‌دهند. پس فروشنده‌های لیمو نیز همان قدر پول درمی‌آورند که وقتی هیچ ابهامی در کار نبود. اما هلوها در گاراژ خاک خواهند خورد که خود یک تراژدی است: خریدارانی هستند که با کمال میل حاضرند قیمت هلو را بدهند، فقط اگر می‌توانستند از کیفیت ماشین مطمئن شوند. این «عدم تقارن اطلاعاتی» بین خریدار و فروشنده باعث شکست بازار می‌شود.